# 房季
房季，中华人民共和国政治人物、全国脱贫攻坚先进个人。

## 生平
房季任河南省商丘市民权县委常委、副县长（挂职），海关总署机关党委办公室一级调研员。因在脱贫攻坚战中作出突出贡献，2021年2月25日全国脱贫攻坚总结表彰大会上，房季被授予“全国脱贫攻坚先进个人”。